# Мирзазаде, Заман Арзуман оглы
Заман Арзуман оглы Мирзазаде (азерб. Mirzəzadə Zaman Arzuman oğlu; 8 февраля 1995, Ленкорань, Азербайджан) — азербайджанский футболист, амплуа — защитник.

## Клубная карьера
Заман Мирзазаде является воспитанником футбольного клуба «Хазар-Ленкорань», в детской возрастной категории которого начинал свой путь в возрасте 12 лет. До перехода в дубль команды в 2012 году, выступал также за юношеский (до 17 лет) и молодёжный состав «кораблестроителей». С 2014 года выступает за основной состав команды. Чередует свои выступления также за дублирующий состав. Дебютировал в основном составе клуба 2 мая 2015 года в выездном матче Премьер-лиги Азербайджана против ФК «Баку». При этом вышел на поле на 86-й минуте матча.

### Чемпионат
Статистика выступлений в чемпионате Азербайджана по сезонам:
| № | Сезон       | Клуб              | Игр | Голов | Игр в запасе |
| - | ----------- | ----------------- | --- | ----- | ------------ |
| 1 | 2014 / 2015 | «Хазар-Ленкорань» | 1   | 0     | 3            |
| 2 | 2015 / 2016 | «Хазар-Ленкорань» | 32  | 1     | 4            |